# یلنگسکا خوتا
یلنگسکا خوتا (به لاتین: Jeleńska Huta) یک روستا در لهستان است که در گمینا شمود واقع شده‌است. یلنگسکا خوتا ۳۰۰ نفر جمعیت دارد.